# Loxomerus
Loxomerus is een geslacht van kevers uit de familie van de loopkevers (Carabidae). De wetenschappelijke naam van het geslacht is voor het eerst geldig gepubliceerd in 1842 door Chaudoir.

## Soorten
Het geslacht Loxomerus omvat de volgende soorten:
- Loxomerus brevis (Blanchard, 1843)
- Loxomerus huttoni Broun, 1902
- Loxomerus katote Johns, 2010
- Loxomerus nebrioides (Guerin-Meneville, 1841)